# Szuburbanizáció
A szuburbanizáció a városszéli területek és a városkörnyék népességgyarapodásának a folyamata, amelynek során a város belső területein élők egy része a város szélére, vagy környékére költözik, illetve az ország más területeiről bevándorlók nem a város belső területeire, hanem az elővárosokba, a városkörnyéki településekre költöznek, rendszerint a jobb környezeti viszonyok, és az elérhető ingatlanárak, esetleg adminisztratív szabályok függvényében. A szuburbanizáció a városszétfolyás, és a napi ingázás jelenségének egyik fő okozója.
Tágabb értelmezésben: az a folyamat, amikor először a népesség, később az ipari termelés és a szolgáltatások kiáramlanak a szuburbán térbe (a város környékére).

## A folyamat kiváltó okai

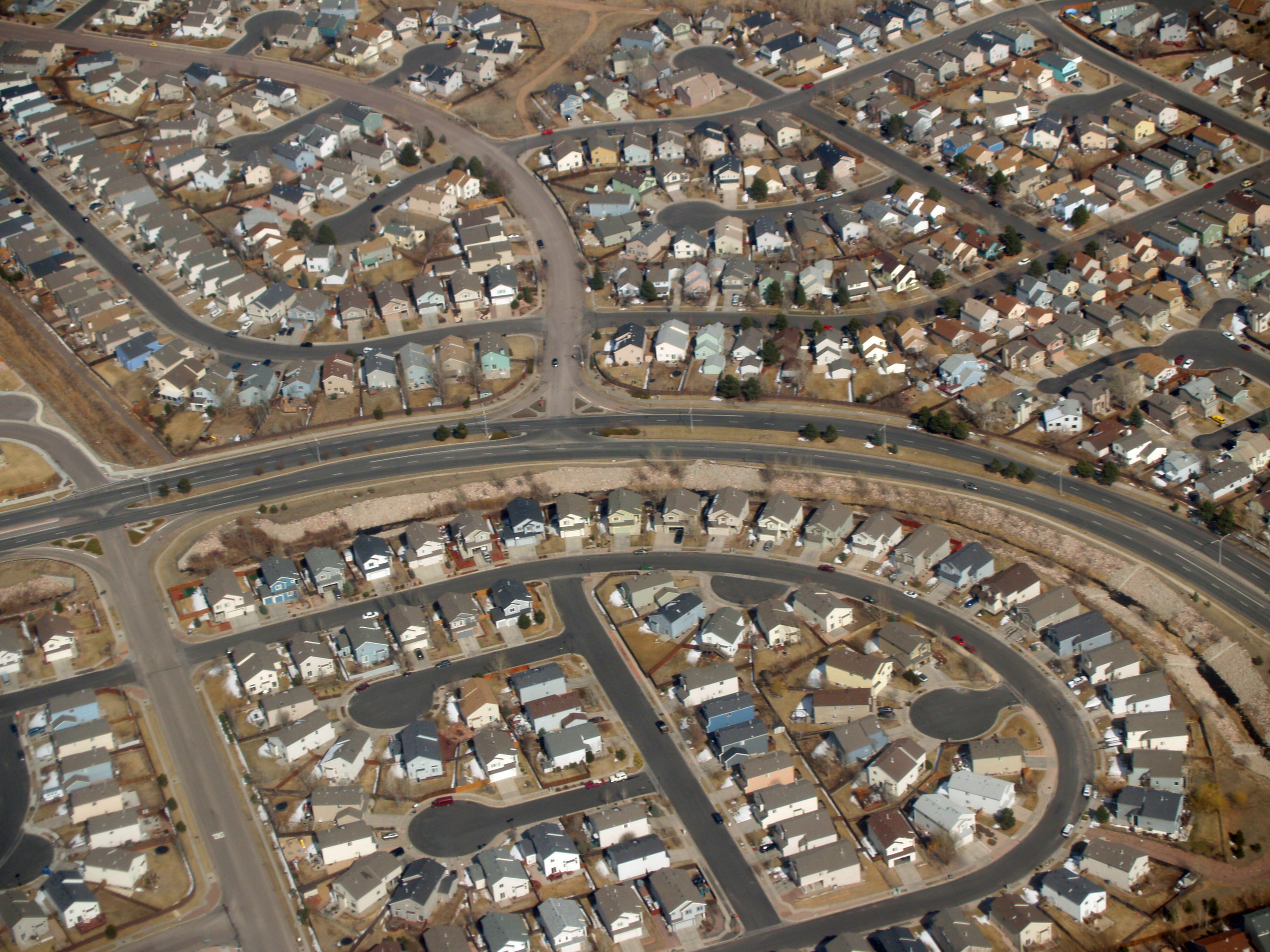
Tervezett külvárosi fejlesztés az USA-ban

A 20. század elejétől a városi lakosok mobilabbakká váltak: előbb az Amerikai Egyesült Államokban, később Európában és más földrészeken is egyre több gépkocsi állt rendelkezésre illetve került a polgárok tulajdonába. Ennek következtében már nem a városok központjában, hanem attól egyre nagyobb távolságokra költözhettek az emberek, mivel a külterületeken vagy az agglomerációban:
- olcsóbbak a telekárak, így nagyobb lakótér szerezhető meg ugyanannyiért,
- a belvárosi zsúfoltság, a zaj és egyéb környezeti ártalmak nincsenek vagy csekélyebb mértékben vannak jelen,
- a gazdagabb középrétegek vagy szabadon szervezik munkaidejüket vagy a személygépkocsi révén csökkentik a munkahelytől távolabbi lakás hátrányát.

## A folyamat ellentmondásai
A szuburbanizációs folyamat révén csökken a különbség a külvárosok és a város környéki települések illetve a város között. A közszolgáltatások ezekre a területekre is kiterjednek és az érintett terület eredetileg mezőgazdaságból élő lakossága helyébe a szolgáltatásban dolgozók lépnek, néha mint lakosok is.
A folyamat hátránya az épített környezetnek korábban érintetlen vagy kevésbé érintett területekre való benyomulásában, a városszétfolyásban áll. A zsúfolt belváros mellett lassanként a városba vezető utakon is lelassul vagy telítődik a forgalom.